# Borthwick-ruit

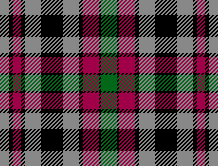
Borthwick ruit

De Borthwick-ruit is een type tartan, een Schotse wollen stof.

## Geschiedenis
De naam Borthwick komt waarschijnlijk van Borthwick Water. Er zijn verschillende theorieën over de oorsprong van deze familie. Ze zouden met het leger van Julius Caesar meegekomen kunnen zijn, maar ze zouden ook Keltische wortels kunnen hebben. In de vijftiende eeuw bouwde William de Borthwick het Borthwick Castle. De familie waren de Stuarts zeer trouw. Ze lieten bijvoorbeeld Maria Stuart in hun kasteel onderduiken. Toen deze werd omsingeld, wist Maria te ontsnappen door zich als page te verkleden. Ook tijdens de burgeroorlog waren ze de Stuarts trouw. De 11e Lord was een van de weinigen die de Slag van Cromwell overleefde.